# Jayne Meadows
Jayne Meadows, właśc. Jayne Cotter (ur. 27 września 1919 w Wu-ch'ang, zm. 26 kwietnia 2015 w Encino) – amerykańska aktorka filmowa i telewizyjna.

## Życiorys
Jayne urodziła się 27 września 1919 roku. Pierwotnie nosiła nazwisko Cotter, jednakże wraz z siostrą Audrey zmieniły je na Meadows. Rodzice - Francis James i Ida Miller Taylor - byli misjonarzami. Wraz z dziećmi żyli w dzielnicy Wu-ch'ang. Do USA wrócili w 1927 roku, gdzie ojciec otrzymał nową posadę. Razem z siostrą po ukończeniu szkoły wyjechały do Nowego Jorku, aby rozpocząć karierę aktorską. 
W 1941 roku odbył się jej debiut na Broadwayu w sztuce Spring Again. W kolejnych latach zamiennie grywała w teatrze oraz produkcjach filmowych i telewizyjnych. Otrzymała trzy razy nominację do nagrody Emmy za role w: Meeting of Minds (1978), St. Elsewhere (1987), High Society (1996).
W latach 1954–2000 jej mężem był Steve Allen. Para miała syna Billa.
Jayne Meadows zmarła w swoim domu w Encino 26 kwietnia 2015 roku w wieku 95 lat.

## Filmografia (wybrane)
- 1945: W kręgu zła (Unercurrent) - Sylvia Burton
- 1947: Dark Delusion - Pani Selkirk
- 1947: Pieśń mordercy (Song of the Thin Man) - Janet Thayar Brant
- 1947: Lady in the lake - Mildred Haveland
- 1948: Enchantment - Selina Dane
- 1948: The Luck of the Irish - Frances Augur
- 1951: The Fat Man - Jane Adams, pielęgniarka
- 1951: Dawid i Betszeba (David and Bathsheba) - Michal
- 1959: It Happened to Jane - ona sama
- 1960: College Confidential - Betty Duquesne
- 1968: Now You See It, Now You Don't - Ida
- 1969: Medical Center - Siostra Chambers (1969-1972)
- 1976: Norman... Is That You? - Adele
- 1976: James Dean - Reva Randall
- 1977: Sex and the Married Woman - Irma Caddish
- 1980: The Gossip Columnist - Jayne Meadows
- 1982: Miss All-American Beauty - Gertrude Hunnicutt
- 1985: Da Capo - Pan Thomas
- 1985: Alicja w Krainie Czarów (Alice in Worderland) - Królowa Kier
- 1986: Morderstwo doskonałe (A Masterpiece of Murder) - Matilda Hussey
- 1989: Nie wierzcie bliźniaczkom: Hawajskie wakacje (Parent Trap: Hawaiian Honeymoon) - Charlotte Brink
- 1990: Murder by Numbers - Pamela
- 1991: Sułtani westernu (City Slickers) - Matka Mitcha
- 1993: For Goodness Sake
- 1994: Złoto dla naiwnych (City Slickers II: The Legend of Curly's Gold) - Matka Mitcha

- 1999: Tylko miłość (The Story of Us) - Dot